# Mimikkyu
Mimikkyu (ミミッキュ), còn có tên tiếng Anh là Mimikyu (/ˈmɪmikjuː/), là một loài Pokémon nằm trong thương hiệu Pokémon của Nintendo và Game Freak. Nó được giới thiệu lần đầu tiên trong Pokémon Sun và Moon. Nó được gọi là "Pokémon ngụy trang", vì nó ngụy trang giống như Pikachu muốn kết bạn. Tên của nó là một cách chơi chữ của "mimic you" ("bắt chước bạn") kết hợp với きゅうきゅうkyūkyū (từ tượng thanh cho tiếng rít, tương tự như Pikachu). Nó cũng có thể liên quan đến sự sai lệch của 迷宮meikyuu (bí ẩn). Đây là một trong những Pokémon phổ biến nhất.

## Khái niệm và đặc điểm
Mimikkyu là một Pokémon nhỏ, chỉ cao 8 inch (do đó là pokemon nhỏ nhất trong các pokemon hệ Ma) và được ẩn giấu gần như hoàn toàn bên dưới lớp ngụy trang giống Pikachu. Nó có đôi mắt đen láy có thể nhìn thấy qua lớp vỏ ngụy trang của nó, và một bàn chân hoặc phần dưới cơ thể không rõ ràng có thể được nhìn thấy ở viền dưới của lớp ngụy trang. Nó đôi khi sẽ mở rộng một phần phụ màu đen từ bên dưới phần ngụy trang; ngụy trang có các chi tiết giống như được vẽ bằng bút màu, với đôi mắt đen, má đỏ, cái miệng đen ngoằn ngoèo, kèm theo đó là một cây gậy hình tia sét giống như cái đuôi và đôi tai có màu đen nằm trên đỉnh.
Theo trang web chính thức của Pokémon, Mimikyu "cô đơn khủng khiếp" và trong nỗ lực mô phỏng sự nổi tiếng của Pikachu, nó mặc trang phục giống Pikachu để kết bạn, nhưng bị phản tác dụng vì khiến cho nó trông đáng sợ hơn. Mimikyu bị hấp dẫn vào những vùng tối hoặc thiếu sáng, và sức khỏe của nó sẽ suy giảm nếu tiếp xúc với ánh sáng mặt trời. Người ta tin rằng việc nhìn thấy hình dạng thật của nó sẽ gây ra một căn bệnh bí ẩn hoặc thậm chí là một cái chết đau đớn, và người ta từng đồn rằng có một học giả từng cố gắng nhìn vào hình dạng thật của Mimikkyu và chết một cách khủng khiếp

## Xuất hiện

### Trong trò chơi
Mimikkyu xuất hiện trong Pokémon Sun và Moon dưới dạng Pokémon hệ Ma và hệ Tiên, và diện mạo của nó thay đổi khi bị tấn công. Khả năng đặc biệt của nó, "Ngụy trang", cho phép nó tránh được thiệt hại từ một cuộc tấn công của kẻ thù một lần trong trận chiến. Trong Pokémon Ultra Sun và Ultra Moon, Mimikkyu đã được cung cấp một Tuyệt Kỹ Z độc quyền được gọi là Bip-Bop Friend Time (Let's Snuggle Forever), một chiêu thức hệ Tiên đòi hỏi Mimikkyu phải biết chiêu 'Vui chơi (Play Rough) và giữ Mimikium Z. Mimikkyu có thể tìm thấy ở đảo Ula’ula trong Thrifty Megamart (Supermarket Megacheap) bị bỏ hoang. Mimikkyu là một trong những Pokémon Bóng chứa trong Super Smash Bros. Ultimate, trong đó bắt một chiến binh khi được triệu tập. Mimikyu cũng xuất hiện như một Linh hồn. Nếu Linh hồn của nó được trang bị, máy bay chiến đấu sẽ bắt đầu trận đấu với Lưỡi hái tử thần. Gần đây nhất, nó xuất hiện trong Pokémon Sword và Shield, tại khu vực Giant's Mirror, trong sương mù dày đặc, nó có tỷ lệ xuất hiện cực kỳ hiếm là 3%.

### Trong anime
Mimikkyu xuất hiện trong anime Pokémon: Sun & Moon, và được bắt gặp bởi Musashi, Kojiro, và Nyasu của Băng Hỏa Tiễn. Nyasu, có thể hiểu Mimikkyu, trở nên sợ hãi bởi những điều kinh khủng trong lời nói của nó, và khi họ bắt đầu đấu nhau, Nyasu kéo lớp ngụy trang của Mimikkyu lên, gần như xém chết khi nhìn thấy hình dạng thật của Mimikkyu. Nó sau đó liên minh với Băng Hỏa Tiễn khi thấy họ đấu với Pikachu của Satoshi, bày tỏ lòng căm thù Pikachu là lý do tại sao nó mô phỏng ngoại hình của Pokémon. Nó tham gia Băng Hỏa Tiễn trong tập tiếp theo khi Musahi sử dụng Luxury Ball của Musahi, cho phép cô bắt Mimikkyu mà không cần làm suy yếu nó. Ngoài ra, còn có một Mimikkyu dạng shiny thuộc sở hữu của Acerola, có biệt danh là Mimitan (Mimikins). Không giống như hầu hết các Pokémon hệ ma khác, Mimitan là hồn ma của một Mimikkyu đã chết. Điều này cho phép nó nổi và đi qua các vật thể rắn. Nó thường được nhìn thấy bên ngoài Bóng chứa Poké của nó.

### Xuất hiện khác
Mimikkyu xuất hiện trong MV chính nó đã được tải lên trang YouTube Pokémon chính thức, một bài hát đọc rap về chính nó trong tiếng Nhật.

## Hàng hóa
Vào ngày 8 tháng 10 năm 2018, Bandai sẽ phát hành một con búp bê Mimikkyu nhồi bông vào tháng 1 năm 2019.

## Đón nhận
Kotaku gọi Mimikkyu là "Pokémon tuyệt vời và đau lòng nhất của Game Freak mà họ đã từng nghĩ ra", và nhắc đến lượng người hâm mộ Internet theo dõi Mimikkyu lớn. Catrina Dennis của Inverse cũng đã nói về lực lượng người hâm mộ này, viết rằng "một nỗi ám ảnh mới, ngay lập tức đã bắt đầu lan rộng khắp fandom [Pokémon] xung quanh một bổ sung [Mimikyu] đã kéo theo người chơi sẫn sàng đau tim (heartstrings) rồi". Janine Hawkins của Paste giải thích sự chú ý trực tuyến là kết quả của thiết kế của nhân vật, viết rằng "người hâm mộ đã ôm ấp sinh vật này một cách rõ ràng vì [lỗ hổng] của nó... Mimikyu (Mimikkyu) được thiết kế để ép buộc chúng tôi, và họ đã là một thành công lớn ".
Kotaku đã liệt kê Mimikkyu là một trong những Pokémon vùng Alola yêu thích của biên tập viên, nói rằng nó "có lẽ sẽ trở thành ngôi sao của thế hệ VII đối với nhiều người". Allegra Frank của Polygon đã viết rằng Mimikkyu "có thể là một trong những Pokémon độc đáo nhất, dễ thương nhất từng tham gia trong sê-ri", và Jessica Lachenal của The Mary Sue đã viết rằng "Mimikkyu là bí ẩn như nó đáng yêu".